# Kukačka malajská
Kukačka malajská (Hierococcyx fugax) je druh kukačky z rodu Hierococcyx, která obývá Malajský poloostrov, Sumatru, Borneo a západní Jávu. 

## Systematika
Kukačku malajskou formálně popsal v roce 1821 americký přírodovědec Thomas Horsfield pod názvem Cuculus fugax. Druhové jméno fugax pochází z latiny, ve které znamená „plachý“ či „prchavý“. Jedná se o monotypický taxon, tzn. nejsou rozeznávány žádné poddruhy.
Podle mitochondriální analýzy je sesterským taxonem kukačky malajské kukačka thajská (Hierococcyx nisicolor).

## Výskyt
Areál rozšíření druhu se rozprostírá po většině sundalandského bioregionu a zahrnuje Malajský poloostrov, Sumatru, západní Jávu a Borneo. Populace ze severní části areálu výskytu mohou být tažné. Biotop kukačky tvoří pralesní nížinatá a kopcovitá krajina i sekundární les včetně kaučukových a kakaových plantáží. Na Sumatře se vyskytuje až do 1700 m n. m.

## Popis
Délka těla se pohybuje kolem 28–30 cm. Svrchní část těla je šedohnědá. Svrchní krovky ocasní jsou hnědé s tmavě modrým subterminálním pruhem a rezavým koncem. Spodní krovky ocasní jsou světle šedé s tenkými černými a rezavými pruhy a širokým černým subterminálním pruhem a rezavým koncem. Hrdlo je bílé, zbytek spodiny bílý, občas po stranách krku a hrudi narezavělý. Celá spodina je pokryta podélnými krátkými proužkovatými podélnými skvrnami. Samec i samice vypadají stejně. Duhovky jsou hnědé až oranžovohnědé nebo bělavé, oční kroužek je žlutý. Krátký, mírně dolů zatočený zobák je tmavý se zelenožlutou vnitřní stranou. Nohy jsou žluté, drápy bělavé.

## Biologie
Tato plachá kukačka žije skrytě. Je patrně teritoriální, samec často volá z té samé pozice. Hlasově se projevuje sérií pronikavých nezřetelných zvuků připomínající pi-kwik. Živí se hmyzem (housenky, kobylky, brouci, motýli, cikády), ovocem a bobulemi.

### Hnízdění
Jedná se o hnízdního parazita. V Thajsku je hostem kukačky patrně šáma bělořitá (Copsychus malabaricus), na Borneu snad lejsek šedohlavý (Culicicapa ceylonensis).

## Ohrožení a početnost
Mezinárodní svaz ochrany přírody (IUCN) považuje kukačku malajskou za málo dotčený druh i přes to, že její globální populace je patrně na ústupu následkem destrukce přirozených stanovišť. Zdá se však, že populační pokles není tak rychlý, protože kukačka je dosti tolerantní degradovanému habitatu.